# Pajeú do Piauí
Pajeú do Piauí est une municipalité brésilienne située dans l'État du Piauí.